# هفت کران
هفت کران روستایی در دهستان کیشکور بخش کیشکور شهرستان سرباز استان سیستان و بلوچستان ایران است.
این روستا در مسیر کریدور مواصلاتی ایران به پاکستان قرار دارد. 

## جمعیت

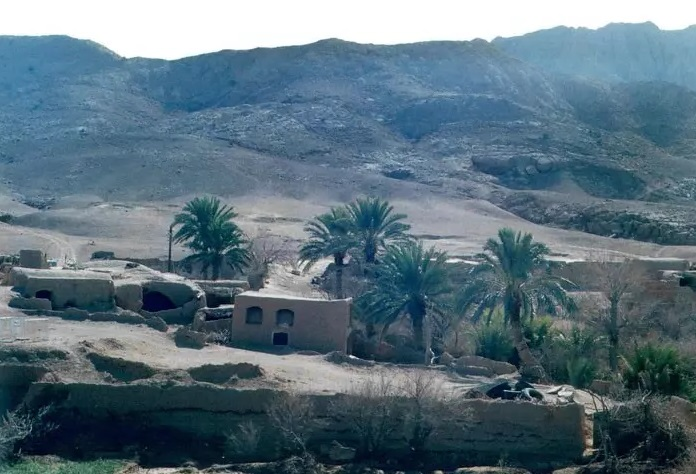
www.haftkaran.ir

بر پایه سرشماری عمومی نفوس و مسکن در سال ۱۳۹۵ جمعیت این روستا ۶ نفر (۴خانوار) بوده‌است. یکی از کم جمعیت ترین روستاهای ایران است که بر اثر خشکسالی های پیاپی، به مرور رونق سابق خود را از دست داده است.